# FijiFirst
FijiFirst (англ. FijiFirst) — фиджийская политическая партия, образованная в марте 2014 года бывшим премьер-министром Фрэнком Мбаинимарамой.

## История
31 марта 2014 года премьер-министр Фиджи Фрэнк Мбаинимарама начал автобусный тур по стране с целью собрать 5000 подписей, необходимых для регистрации новой политической партии. По словам политика «FijiFirst» (что дословно можно перевести как «Фиджи — в первую очередь») в полной мере отражает его политические убеждения.
К маю 2014 года партией было собрано более 40 000 подписей. На должность вице-президента был назначен бывший сенатор лейбористской партии Фиджи Биджаи Прасад, а Айяз Сайед-Хайим занял пост генерального секретаря партии. Однако спустя сутки Прасад подал в отставку, сославшись на своё уголовное прошлое.
На парламентских выборах 14 ноября 2018 года партия получила 50,02% голосов и 27 мест в 51-местном парламенте. правительство вновь возглавил лидер партии Фрэнк Баинимарама.
Партия прекратила своё существование 1 июля 2024 года